# 奥野翔太
奥野 翔太（おくの しょうた、1988年8月18日 - ）は、日本のベーシスト、作曲家。元WEAVERのベーシスト。

## 人物
身長175cm。
バンドのメンバーである 杉本雄治、河邉徹とは兵庫県立神戸高等学校時代の同級生である。
高校1年の時に杉本と知り合い、中学時代にバンドを組んだ経験もあったので、2人でバンドを組もうということになった。そしてドラムはどうしようかという話になった時、たまたま教室の前を通りかかった河邉を誘ってみたのが結成のきっかけである（元々、共通の知人から河邉がドラムをできると聞いていた）。
大阪大学工学部電子情報工学科に入学したが、音楽活動の為現在は中退している。
最も影響を受けたアーティストはBUMP OF CHICKENで、「こんな曲を作りたい」「こんなアーティストになりたい」という憧れがあっての今だと語っている。
出会ったときは杉本がピアノ弾けることを知らず、「高2か高3くらいで知った時、『え?』っと驚いた」という。
TOC徳塾でアルバイトをしていたことがある。
WEAVERの解散後は2023年3月31日をもってアミューズ及びA-Sketchとの専属契約を終了し、フリーランスで活動している。

## 使用ベース
デビュー当初は主に5弦ベースを使用。6弦ベースやフレットレスベースの5弦ベースも弾く。ESPとのコラボレーション製作により7弦ベースを弾き始めた。
ベースを始めた際は4弦ベースを使用していたが、杉本の担当楽器がギターからピアノに変わってからは、ギターがいない代わりに、5弦ベースを使用していたが、現在は6弦ベースも使用している。

### コラボレーション
- WEAVERとESPミュージカルアガデミーとのコラボ企画で｢奥野翔大オリジナル 7弦ベース｣としてベースを製作した[4]。

## ライブサポート
- 山本彩
  - 「LIVE TOUR 2016 ～Rainbow～」
  - 「いのちミュージックフェス」他
- 春畑道哉
  - 「MICHIYA HARUHATA LIVE AROUND 2020 Promised Land」
  - 「MICHIYA HARUHATA LIVE AROUND 2022 SPLING HAS COME+next」
- 前田佳織里「前田佳織里1st LIVE 2025『Are You Ready?』」
- 『ユイカ』
  - 「JAPANJAM 2025」
  - 「自主企画ライブ『ユイカ』presents 時計草 #1」
  - 「Lucky Fes 2025」

## ディスコグラフィ

### アルバム
|     | 発売日        | タイトル      | 規格                      | 規格品番 | 備考 |
| --- | ------------- | ------------- | ------------------------- | -------- | --- |
| 1st | 2024年9月14日 | MilesTone -I- | CD デジタル・ダウンロード | OKS-019  | 全4曲。CD盤は、WEAVER時代に自身で作詞作曲編曲を手掛けMVを発表しながら今まで未発売だった「星の夜をこえて」を初収録した全5曲入り。 |

### 楽曲
- 「春に」（シングル『Just one kiss』に収録。作曲：奥野翔太）
- 「星の夜をこえて」（作詞・作曲：奥野翔太）

### 楽曲提供
| 発売日         | アーティスト     | 曲名                               | 収録作品                           | レーベル         |          |
| -------------- | ---------------- | ---------------------------------- | ---------------------------------- | ---------------- | -------- |
| 2022年12月20日 | ふわふわサーカス | にじいろのきせき (feat.谷口あかり) | にじいろのきせき (feat.谷口あかり) | ふわふわサーカス | 作詞作曲 |
| 2024年8月30日  | ふわふわサーカス | にじいろのきぼう〜ふわふわマーチ〜 | にじいろのきぼう〜ふわふわマーチ〜 | ふわふわサーカス | 作詞作曲 |

### 参加楽曲
| 発売日        | アーティスト              | 曲名                                 | 収録作品                       | レーベル                                     |                  |
| ------------- | ------------------------- | ------------------------------------ | ------------------------------ | -------------------------------------------- | ---------------- |
| 2021年3月26日 | 遠坂めぐ                  | 5時半過ぎの音楽室で                  | 『5時半過ぎの音楽室で』        | 遠坂めぐ                                     | チェロ演奏       |
| 2022年4月27日 | 春畑道哉                  | WE PROMISE                           | 『SPRING HAS COME』            | ソニー・ミュージックアソシエイテッドレコーズ | ベース演奏       |
| 2022年6月17日 | 二宮和也                  | Attitude（Mrs. GREEN APPLEのカバー） | 『○○と二宮と』                 | ジェイ・ストーム                             | ベース演奏       |
| 2022年7月27日 | Pink Flag from ラプソディ | 第二章                               | 『第二章/小さな神様』          | ドリーミュージック                           | ベース演奏       |
| 2022年7月27日 | Pink Flag from ラプソディ | 小さな神様                           | 『第二章/小さな神様』          | ドリーミュージック                           | ベース演奏       |
| 2022年7月30日 | 遠坂めぐ                  | インスタントオリジナリティ           | 『インスタントオリジナリティ』 | meg ensaka                                   | チェロ演奏       |
| 2023年5月17日 | 吉田山田                  | 人間                                 | 『備忘録音』                   | ポニーキャニオン                             | コントラバス演奏 |
| 2024年1月13日 | 遠坂めぐ                  | 明日君に会えるせいだ                 | 『明日君に会えるせいだ』       | meg ensaka                                   | ピアノ演奏       |

## タイアップ一覧
| 使用年 | 曲名   | タイアップ                 |
| ------ | ------ | -------------------------- |
| 2023年 | GRITS! | 横浜GRITS 公式テーマソング |